# Ceratoichthys pinnatiformis
Ceratoichthys pinnatiformis è un pesce osseo estinto appartenente ai perciformi. Visse nell’Eocene medio (circa 48 – 50 milioni di anni fa) e i suoi resti fossili sono stati ritrovati in Italia, nel famoso giacimento di Monte Bolca.

## Descrizione
Questo pesce era di dimensioni medio – grandi, e poteva raggiungere una lunghezza di circa 50 centimetri e un’altezza (pinne comprese) superiore al metro. La caratteristica più saliente di Ceratoichthys era data dall’estrema altezza delle pinne dorsale e anale, e dalle pinne pelviche molto lunghe e sottili. Il corpo era alto e piatto lateralmente, e la testa di grandi dimensioni aveva occhi piccoli e un muso corto. La pinna dorsale assomigliava a una vela, ed era sorretta da una spina posizionata proprio dietro il capo; la parte iniziale della pinna dorsale era più alta del corpo stesso, e poi decresceva sensibilmente fino a raggiungere la coda. La pinna anale, quasi speculare a quella dorsale, era lunghissima e i primi raggi estremamente lunghi le conferivano un aspetto nastriforme; i raggi successivi erano molto più corti e l’aspetto della pinna diventava simile a quello della dorsale in prossimità della coda. Quest’ultima era costituita da una pinna più o meno triangolare, anch’essa alta e corta. Le pinne pelviche erano lunghe pressoché quanto la pinna anale, e ugualmente nastriformi. Le pinne pettorali erano piccole.

## Classificazione

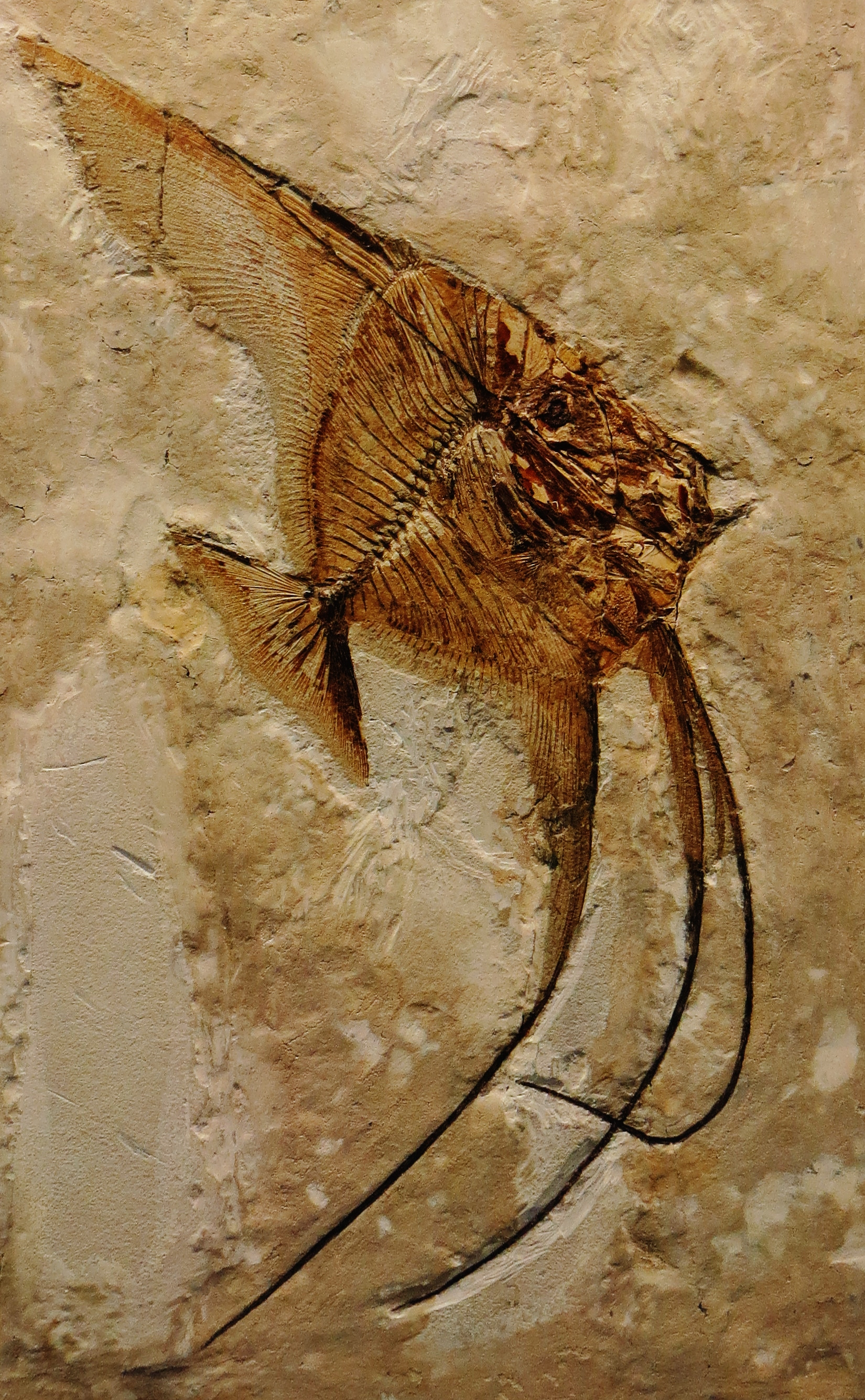
Fossile di Ceratoichthys pinnatiformis

Ceratoichthys pinnatiformis venne descritto per la prima volta nel 1969 da Blot, sulla base di resti fossili ritrovati nella ben nota Pesciara di Bolca, in provincia di Verona. Il nome Ceratoichthys è in onore della famiglia Cerato, proprietaria del terreno in cui si trova la Pesciara. Ceratoichthys, benché superficialmente simile ai cosiddetti “pesci angelo” o “pesci pipistrello” presenti egualmente nel giacimento (gen. Eoplatax) è in realtà un rappresentante dei carangidi, un gruppo di pesci perciformi dalle molteplici morfologie.

## Paleoecologia
Ceratoichthys doveva essere un pesce di scogliera, che si nutriva di piccoli animali e nuotava lentamente nella laguna di Bolca.